# 千龙湖国家湿地公园
千龙湖国家湿地公园坐落在湖南省长沙市望城区境内大众垸区，属于格塘镇管辖范围。千龙湖生态旅游度假村于2002年组建，2004年7月1日正式营业，经营面积12000亩。园区规划总面积9.2平方公里，包括生态保育区、科普休闲长廊、休闲娱乐区、管理服务区等相关配套建设；目前已建“千龙湖生态旅游度假村”，经营主体为长沙千龙湖生态旅游度假有限公司。经营的项目覆盖酒店、会议中心、垂钓、水上运动、休闲运动、水产养殖、蔬菜和花卉苗木。园区先后被评为国家3A级旅游景区、国家级水利风景区、全国休闲农业示范点、国家湿地公园；2004至2009年相继举办了千龙湖国际龙舟邀请赛、千龙湖乡村休闲旅游节、07全国钓鱼锦标赛（长沙站）、2008全国钓鱼锦标赛长沙站暨总决赛、第四届中国长株潭生态休闲旅游节。

## 库区水面介绍
千龙湖国家湿地公园主体原系格塘水库，格塘水库为一座中型水库，兼具防洪与灌溉功能，总库容1178万立米，灌溉面积覆盖3个行政村，水库面积2400亩。由望城水利局下属机构格塘水库管理所与水利系统内企业长沙湘华建设集团银城房产地产开发有限公司合作共同开发千龙湖品牌。